# مجلس الأمة العراقي
كان مجلس الأمة العراقي أعلى سلطة تشريعية في المملكة العراقية، وكان يتألف من مجلسين، مجلس شرفي يختاره الملك هو مجلس الأعيان، ومجلس منتخب شعبيًا وهو مجلس النواب. وأسس المجلس بعد إجراء أول انتخابات عامة في العراق وهي انتخابات 1925.

## تاريخ
بعد أن أكمل المجلس التأسيسي مهمته بإعداد دستور عام 1925، حل نفسه، ودعى الملك لاجراء انتخابات عامة وجرت الانتخابات لاختيار المجلس النيابي، وقام الملك بتسمية مجلس الأعيان، ليحل المجلسان محل المجلس التأسيسي، ويكونان مجلس الأمة.
بعد انقلاب 1958 أُلغي المجلس، واستبدل بمجلس من ثلاثة أشخاص عرف بمجلس السيادة.

## دورات المجلس النيابي
- الدورة الأولى لمجلس النواب
- الدورة الثانية لمجلس النواب
- الدورة الثالثة لمجلس النواب
- الدورة الرابعة لمجلس النواب
- الدورة الخامسة لمجلس النواب
- الدورة السادسة لمجلس النواب
- الدورة السابعة لمجلس النواب
- الدورة الثامنة لمجلس النواب
- الدورة التاسعة لمجلس النواب
- الدورة العاشرة لمجلس النواب
- الدورة الحادية عشر لمجلس النواب
- الدورة الثانية عشر لمجلس النواب
- الدورة الثالثة عشر لمجلس النواب
- الدورة الرابعة عشر لمجلس النواب
- الدورة الخامسة عشر لمجلس النواب
- الدورة السادسة عشر لمجلس النواب